# Dalbergia junghuhnii
Dalbergia junghuhnii är en ärtväxtart som beskrevs av George Bentham. Dalbergia junghuhnii ingår i släktet Dalbergia, och familjen ärtväxter. Inga underarter finns listade i Catalogue of Life.